# Hennebont
Hennebont (bret. Henbont) – miejscowość i gmina we Francji, w regionie Bretania, w departamencie Morbihan.
Według danych na rok 1990 gminę zamieszkiwały 13 624 osoby, a gęstość zaludnienia wynosiła 734 osoby/km² (wśród 1269 gmin Bretanii Hennebont plasuje się na 17. miejscu pod względem liczby ludności, natomiast pod względem powierzchni na miejscu 537.).